# Yevgeni Stepanovich Andreyev
Yevgeni Stepanovich Andreyev (tiếng Nga: Евгений Степанович Андреев; sinh ngày 11 tháng 3 năm 1988) là một cầu thủ bóng đá người Nga. Anh thi đấu cho FC Tekstilshchik Ivanovo.

## Danh hiệu
- Russian Second Division, Zone East best midfielder: 2009.[1]